# Łotwa na Zimowych Igrzyskach Olimpijskich 2022
Łotwa na Zimowych Igrzyskach Olimpijskich 2022 – występ kadry sportowców reprezentujących Łotwę na igrzyskach olimpijskich, które odbyły się w Pekinie, w Chińskiej Republice Ludowej, w dniach 4-20 lutego 2022 roku.
Reprezentacja Łotwy liczyła sześćdziesięcioro jeden zawodników – jedenaście kobiet i pięćdziesięciu mężczyzn.
Był to dwunasty start Łotwy na zimowych igrzyskach olimpijskich.

## Zdobyte medale
Łotysze zdobyli jeden brązowy medal sztafety saneczkarzy w składze Elīza Tīruma, Kristers Aparjods, Mārtiņš Bots i Roberts Plūme. Był to trzeci wynik w dotychczasowej historii startów Łotwy na zimowych igrzyskach olimpijskich i powtórzenie zdobyczy medalowej z poprzednich zimowych igrzyskach olimpijskich w Pjongczangu.
| Medal | Zawodnik                                                    | Dyscyplina    | Konkurencja | Rezultat | Data      |
| ----- | ----------------------------------------------------------- | ------------- | ----------- | -------- | --------- |
| Brąz  | Elīza Tīruma Kristers Aparjods Mārtiņš Bots / Roberts Plūme | Saneczkarstwo | sztafeta    | 3:04,354 | 10 lutego |

## Reprezentanci

### Biathlon
| Zawodnik      | Konkurencja              | Strzelanie  | Czas    | Strata  | Miejsce | Źródło |
| ------------- | ------------------------ | ----------- | ------- | ------- | ------- | ------ |
| Baiba Bendika | bieg indywidualny kobiet | 6 (1+3+0+2) | 51:10,3 | +6:57,6 | 58.     | [ 1 ]  |
| Baiba Bendika | bieg pościgowy kobiet    | 6 (2+1+2+1) | 41:11,9 | +6:25,0 | 48.     | [ 1 ]  |
| Baiba Bendika | sprint kobiet            | 3 (1+2)     | 23:20,7 | +2:36,4 | 50.     | [ 1 ]  |

### Biegi narciarskie
| Zawodnik                                                    | Konkurencja                | Kwalifikacje | Kwalifikacje | Ćwierćfinały | Ćwierćfinały | Półfinały | Półfinały | Finał                                     | Finał    | Finał   | Źródło |
| Zawodnik                                                    | Konkurencja                | Czas         | Miejsce      | Czas         | Miejsce      | Czas      | Miejsce   | Czas                                      | Strata   | Miejsce | Źródło |
| ----------------------------------------------------------- | -------------------------- | ------------ | ------------ | ------------ | ------------ | --------- | --------- | ----------------------------------------- | -------- | ------- | ------ |
| Kitija Auziņa                                               | bieg indywidualny kobiet   | —            | —            | —            | —            | —         | —         | 33:26,3                                   | +5:20,0  | 68.     | [ 2 ]  |
| Kitija Auziņa                                               | sprint kobiet              | 3:51,60      | 76.          | NQ           | NQ           | NQ        | NQ        | NQ                                        | NQ       | 76.     | [ 2 ]  |
| Baiba Bendika                                               | bieg masowy kobiet         | —            | —            | —            | —            | —         | —         | 1:33:37,8                                 | +8:43,8  | 31.     | [ 3 ]  |
| Patrīcija Eiduka                                            | bieg indywidualny kobiet   | —            | —            | —            | —            | —         | —         | 30:34,7                                   | +2:28,4  | 23.     | [ 4 ]  |
| Patrīcija Eiduka                                            | bieg łączony kobiet        | —            | —            | —            | —            | —         | —         | DNS                                       | DNS      | DNS     | [ 4 ]  |
| Patrīcija Eiduka                                            | bieg masowy kobiet         | —            | —            | —            | —            | —         | —         | 1:33:51,2                                 | +8:57,2  | 32.     | [ 4 ]  |
| Patrīcija Eiduka                                            | sprint kobiet              | 3:24,32      | 32.          | NQ           | NQ           | NQ        | NQ        | NQ                                        | NQ       | 32.     | [ 4 ]  |
| Samanta Krampe                                              | bieg indywidualny kobiet   | —            | —            | —            | —            | —         | —         | 39:34,2                                   | +11:27,9 | 93.     | [ 5 ]  |
| Samanta Krampe                                              | sprint kobiet              | 3:46,66      | 73.          | NQ           | NQ           | NQ        | NQ        | NQ                                        | NQ       | 73.     | [ 5 ]  |
| Roberts Slotiņš                                             | bieg indywidualny mężczyzn | —            | —            | —            | —            | —         | —         | 44:44,8                                   | +6:50,0  | 74.     | [ 6 ]  |
| Roberts Slotiņš                                             | bieg masowy mężczyzn       | —            | —            | —            | —            | —         | —         | 1:24:46,4                                 | +13:13,7 | 54.     | [ 6 ]  |
| Roberts Slotiņš                                             | sprint mężczyzn            | 3:07,41      | 70.          | NQ           | NQ           | NQ        | NQ        | NQ                                        | NQ       | 70.     | [ 6 ]  |
| Raimo Vīgants                                               | bieg indywidualny mężczyzn | —            | —            | —            | —            | —         | —         | 43:10,9                                   | +5:16,1  | 62.     | [ 7 ]  |
| Raimo Vīgants                                               | bieg łączony mężczyzn      | —            | —            | —            | —            | —         | —         | LAP                                       | LAP      | 51.     | [ 7 ]  |
| Raimo Vīgants                                               | bieg masowy mężczyzn       | —            | —            | —            | —            | —         | —         | 1:18:55,2                                 | +7:22,5  | 44.     | [ 7 ]  |
| Raimo Vīgants                                               | sprint mężczyzn            | 2:53,98      | 28. Q        | 3:06,63      | 4.           | NQ        | NQ        | NQ                                        | NQ       | 20.     | [ 7 ]  |
| Estere Volfa                                                | bieg indywidualny kobiet   | —            | —            | —            | —            | —         | —         | 36:36,9                                   | +8:30,6  | 84.     | [ 8 ]  |
| Estere Volfa                                                | sprint kobiet              | 4:03,36      | 81.          | NQ           | NQ           | NQ        | NQ        | NQ                                        | NQ       | 81.     | [ 8 ]  |
| Patrīcija Eiduka Kitija Auziņa Baiba Bendika Samanta Krampe | sztafeta kobiet            | —            | —            | —            | —            | —         | —         | 15:20,8 16:11,0 13:11,8 16:37,0 1:01:20,6 | +7:39,6  | 17.     | [ 9 ]  |
| Kitija Auziņa Estere Volfa                                  | sprint drużynowy kobiet    | —            | —            | —            | —            | 26:46,26  | 11.       | NQ                                        | NQ       | 21.     | [ 10 ] |
| Raimo Vīgants Roberts Slotiņš                               | sprint drużynowy mężczyzn  | —            | —            | —            | —            | 21:06,82  | 11.       | NQ                                        | NQ       | 21.     | [ 11 ] |

### Bobsleje
| Zawodnik                                                    | Konkurencja      | 1. przejazd | 1. przejazd | 2. przejazd | 2. przejazd | 3. przejazd | 3. przejazd | 4. przejazd | 4. przejazd | Suma    | Suma    | Źródło                      |
| Zawodnik                                                    | Konkurencja      | Czas        | Miejsce     | Czas        | Miejsce     | Czas        | Miejsce     | Czas        | Miejsce     | Czas    | Miejsce | Źródło                      |
| ----------------------------------------------------------- | ---------------- | ----------- | ----------- | ----------- | ----------- | ----------- | ----------- | ----------- | ----------- | ------- | ------- | --------------------------- |
| Emīls Cipulis Edgars Nemme                                  | dwójki mężczyzn  | 1:00,00     | 18.         | 1:00,24     | 16.         | 1:00.20     | 16.         | 1:00,46     | 18.         | 4:00,90 | 17.     | [ 12 ] [ 13 ] [ 14 ]        |
| Oskars Ķibermanis Matīss Miknis                             | dwójki mężczyzn  | 59,65       | 10.         | 59,94       | 7.          | 59,82       | 10.         | 59,93       | 5.          | 3:59,34 | 9.      | [ 15 ] [ 16 ] [ 14 ]        |
| Oskars Ķibermanis Dāvis Spriņģis Matīss Miknis Edgars Nemme | czwórki mężczyzn | 58,70       | 7.          | 58,86       | 2.          | 58,41       | 4.          | 59,30       | 5.          | 3:55,27 | 5.      | [ 13 ] [ 15 ] [ 16 ] [ 17 ] |

### Hokej na lodzie
| Drużyna                      | Konkurencja      | Faza grupowa     | Faza grupowa     | Faza grupowa     | Faza grupowa | Runda kwalifikacyjna | Ćwierćfinały     | Półfinały        | Finał            | Pozycja | Źródło |
| Drużyna                      | Konkurencja      | Przeciwnik Wynik | Przeciwnik Wynik | Przeciwnik Wynik | Pozycja      | Przeciwnik Wynik     | Przeciwnik Wynik | Przeciwnik Wynik | Przeciwnik Wynik | Pozycja | Źródło |
| ---------------------------- | ---------------- | ---------------- | ---------------- | ---------------- | ------------ | -------------------- | ---------------- | ---------------- | ---------------- | ------- | ------ |
| Reprezentacja Łotwy mężczyzn | turniej mężczyzn | Szwecja 2:3      | Finlandia 1:3    | Słowacja 2:5     | 4.           | Dania 2:3            | NQ               | NQ               | NQ               | 11.     | [ 18 ] |

Skład reprezentacji Łotwy
Bramkarze: Kristers Gudļevskis, Jānis Kalniņš, Ivars Punnenovs; Obrońcy: Uvis Jānis Balinskis, Oskars Cibulskis, Ralfs Freibergs, Jānis Jaks, Artūrs Kulda, Roberts Mamčics, Patriks Ozols, Nauris Sējējs, Kristaps Zīle; Napastnicy: Toms Andersons, Rodrigo Ābols, Oskars Batņa, Rihards Bukarts, Lauris Dārziņš, Kaspars Daugaviņš, Mārtiņš Dzierkals, Andris Džeriņš, Miks Indrašis, Nikolajs Jeļisejevs, Mārtiņš Karsums, Ronalds Ķēniņš, Renārs Krastenbergs, Gints Meija, Deniss Smirnovs; Trener: Harijs Vītoliņš
Wyniki
Grupa C
| 10 lutego 2022 | Szwecja | 3:2 | Łotwa | Narodowy Kryty Stadion, Pekin |

| Szczegóły | Szczegóły                                                                        | Szczegóły       | Szczegóły                                                     | Szczegóły                                                                                                  |
| --------- | -------------------------------------------------------------------------------- | --------------- | ------------------------------------------------------------- | --- |
|           | Lucas Wallmark (EQ) 09:42 Sven Anton Lander (EQ) 20:30 Lucas Wallmark (PP) 33:39 | (1:0, 2:1, 0:1) | 36:07 (PP) Renārs Krastenbergs 46:48 (PP) Nikolajs Jeļisejevs | Widzów: 873 Sędzia główny: Martin Fraňo Kristian Vikman Sędziowie liniowi: William Hancock Nikita Szagalin |
| 8         |                                                                                  | 10              |                                                               | Widzów: 873 Sędzia główny: Martin Fraňo Kristian Vikman Sędziowie liniowi: William Hancock Nikita Szagalin |

| 11 lutego 2022 | Łotwa | 1–3 | Finlandia | Wukesong Arena, Pekin |

|   |  | (0:0, 0:1, 1:2) |  | Sędzia główny: Oliver Gouin Mikael Nord Sędziowie liniowi: Ludvig Lundgren Dmitry Shishlo |
| 6 |  | 4               |  | Sędzia główny: Oliver Gouin Mikael Nord Sędziowie liniowi: Ludvig Lundgren Dmitry Shishlo |

| 13 lutego 2022 | Słowacja | 5–2 | Łotwa | Narodowy Kryty Stadion, Pekin |

|   |  | (1:1, 2:0, 2:1) |  | Sędzia główny: Oliver Gouin Mikael Nord Sędziowie liniowi: Ludvig Lundgren Dmitry Shishlo |
| 4 |  | 2               |  | Sędzia główny: Oliver Gouin Mikael Nord Sędziowie liniowi: Ludvig Lundgren Dmitry Shishlo |

Tabela
| Lp. | Zespół    | M | Z | Zd | Pd | P | Pkt |
| --- | --------- | - | - | -- | -- | - | --- |
| 1.  | Finlandia | 3 | 2 | 1  | 0  | 0 | 8   |
| 2.  | Szwecja   | 3 | 2 | 0  | 1  | 0 | 7   |
| 3.  | Słowacja  | 3 | 1 | 0  | 0  | 2 | 3   |
| 4.  | Łotwa     | 3 | 0 | 0  | 0  | 3 | 0   |

    = awans do ćwierćfinału     = awans do baraży
Playoffs
| 15 lutego 2022 | Dania | 3–2 | Łotwa | Wukesong Arena, Pekin |

|   |  | (1:1, 1:1, 1:0) |  | Sędzia główny: Andrew Bruggema André Schrader Sędziowie liniowi: Dustin McCrank Dmitry Shishlo |
| 8 |  | 8               |  | Sędzia główny: Andrew Bruggema André Schrader Sędziowie liniowi: Dustin McCrank Dmitry Shishlo |

### Kombinacja norweska
| Zawodnik            | Konkurencja                     | Skok      | Skok   | Skok    | Bieg    | Bieg    | Bieg    | Miejsce | Źródło |
| Zawodnik            | Konkurencja                     | Odległość | Punkty | Miejsce | Czas    | Strata  | Miejsce | Miejsce | Źródło |
| ------------------- | ------------------------------- | --------- | ------ | ------- | ------- | ------- | ------- | ------- | ------ |
| Markuss Vinogradovs | Skocznia normalna/bieg na 10 km | 72,0      | 55,0   | 43.     | 34:34,4 | +9:26,7 | 44.     | 44.     | [ 19 ] |
| Markuss Vinogradovs | Skocznia duża/bieg na 10 km     | 88,0      | 30,9   | 47.     | DNF     | DNF     | DNF     | DNF     | [ 19 ] |

### Łyżwiarstwo figurowe
| Zawodnik         | Konkurencja | SP     | SP    | FS     | FS   | Nota łączna | Nota łączna | Źródło |
| Zawodnik         | Konkurencja | Punkty | Poz.  | Punkty | Poz. | Punkty      | Poz.        | Źródło |
| ---------------- | ----------- | ------ | ----- | ------ | ---- | ----------- | ----------- | ------ |
| Deniss Vasiļjevs | soliści     | 85,30  | 16. Q | 167,41 | 12.  | 252,71      | 13.         | [ 20 ] |

### Łyżwiarstwo szybkie
| Zawodnik       | Konkurencja     | Finał   | Finał  | Finał   | Źródło |
| Zawodnik       | Konkurencja     | Czas    | Strata | Miejsce | Źródło |
| -------------- | --------------- | ------- | ------ | ------- | ------ |
| Haralds Silovs | 1500 m mężczyzn | 1:48,24 | +5,03  | 24.     | [ 21 ] |

| Zawodnik       | Konkurencja          | Półfinał | Półfinał | Półfinał | Finał | Finał  | Finał   | Miejsce | Źródło |
| Zawodnik       | Konkurencja          | Czas     | Punkty   | Miejsce  | Czas  | Punkty | Miejsce | Miejsce | Źródło |
| -------------- | -------------------- | -------- | -------- | -------- | ----- | ------ | ------- | ------- | ------ |
| Haralds Silovs | bieg masowy mężczyzn | 7:59,50  | 3        | 9.       | NQ    | NQ     | NQ      | 17.     | [ 21 ] |

### Narciarstwo alpejskie
| Zawodnik       | Konkurencja            | 1 przejazd | 1 przejazd | 2 przejazd | 2 przejazd | Łącznie | Łącznie | Źródło |
| Zawodnik       | Konkurencja            | Czas       | Pozycja    | Czas       | Pozycja    | Czas    | Pozycja | Źródło |
| -------------- | ---------------------- | ---------- | ---------- | ---------- | ---------- | ------- | ------- | ------ |
| Liene Bondare  | slalom kobiet          | 1:00,45    | 48.        | DNF        | DNF        | DNF     | DNF     | [ 22 ] |
| Miks Zvejnieks | slalom mężczyzn        | DNF        | DNF        | NQ         | NQ         | DNF     | DNF     | [ 23 ] |
| Miks Zvejnieks | slalom gigant mężczyzn | 1:09,59    | 33.        | 1:13,04    | 26.        | 2:22,63 | 26.     | [ 23 ] |

### Saneczkarstwo
| Zawodniczka                                                 | Konkurencja      | 1. przejazd | 1. przejazd | 2. przejazd | 2. przejazd | 3. przejazd | 3. przejazd | 4. przejazd | 4. przejazd | Suma     | Suma    | Źródło        |
| Zawodniczka                                                 | Konkurencja      | Czas        | Miejsce     | Czas        | Miejsce     | Czas        | Miejsce     | Czas        | Miejsce     | Czas     | Miejsce | Źródło        |
| ----------------------------------------------------------- | ---------------- | ----------- | ----------- | ----------- | ----------- | ----------- | ----------- | ----------- | ----------- | -------- | ------- | ------------- |
| Kendija Aparjode                                            | jedynki kobiet   | 59,107      | 13.         | 59,020      | 7.          | 58,928      | 15.         | 59,084      | 12.         | 3:56,139 | 11.     | [ 24 ]        |
| Kristers Aparjods                                           | jedynki mężczyzn | 57,364      | 4.          | 57,597      | 6.          | 57,399      | 4.          | 57,693      | 9.          | 3:50,053 | 5.      | [ 25 ]        |
| Gints Bērziņš                                               | jedynki mężczyzn | 57,414      | 7.          | 57,709      | 7.          | 57,480      | 6.          | 57,570      | 7.          | 3:50,173 | 7.      | [ 26 ]        |
| Artūrs Dārznieks                                            | jedynki mężczyzn | 58,166      | 17.         | 59,370      | 28.         | 57,932      | 12.         | 58,241      | 17.         | 3:53,709 | 18.     | [ 27 ]        |
| Elīza Tīruma                                                | jedynki kobiet   | 58,956      | 8.          | 58,849      | 6.          | 58,865      | 11.         | 58,771      | 8.          | 3:55,441 | 8.      | [ 28 ]        |
| Elīna Ieva Vītola                                           | jedynki kobiet   | 59,025      | 12.         | 59,140      | 14.         | 59,029      | 17.         | 1:00,957    | 18.         | 3:58,151 | 18.     | [ 29 ]        |
| Mārtiņš Bots Roberts Plūme                                  | dwójki mężczyzn  | 58,628      | 5.          | 58,791      | 5.          | —           | —           | —           | —           | 1:57,419 | 4.      | [ 30 ] [ 31 ] |
| Andris Šics Juris Šics                                      | dwójki mężczyzn  | 58,703      | 6.          | 58,734      | 4.          | —           | —           | —           | —           | 1:57,437 | 5.      | [ 32 ] [ 33 ] |
| Elīza Tīruma Kristers Aparjods Mārtiņš Bots / Roberts Plūme | sztafeta         | 1:00,578    | 5. (JK)     | 1:01,451    | 3. (JM)     | 1:02,325    | 5. (DM)     | —           | —           | 3:04,354 | brąz    | [ 34 ]        |

### Short track
| Zawodnik          | Konkurencja     | Kwalifikacje | Kwalifikacje | Ćwierćfinał | Ćwierćfinał | Półfinał | Półfinał | Finał/Finał B | Finał/Finał B | Miejsce | Źródło |
| Zawodnik          | Konkurencja     | Czas         | Pozycja      | Czas        | Pozycja     | Czas     | Pozycja  | Czas          | Pozycja       | Miejsce | Źródło |
| ----------------- | --------------- | ------------ | ------------ | ----------- | ----------- | -------- | -------- | ------------- | ------------- | ------- | ------ |
| Reinis Bērziņš    | 1500 m mężczyzn | —            | —            | 2:15,371    | 5. ADV      | 2:14.714 | 4. QB    | 2:18,499      | 5. FB         | 15.     | [ 35 ] |
| Roberts Krūzbergs | 500 m mężczyzn  | 40,430       | 3. q         | 40,694      | 3. q        | 41,870   | 5. QB    | 41,465        | 4. FB         | 9.      | [ 36 ] |
| Roberts Krūzbergs | 1000 m mężczyzn | 1:23,979     | 3.           | NQ          | NQ          | NQ       | NQ       | NQ            | NQ            | 20.     | [ 36 ] |
| Roberts Krūzbergs | 1500 m mężczyzn | —            | —            | 2:10,999    | 5.          | NQ       | NQ       | NQ            | NQ            | 26.     | [ 36 ] |

### Skeleton
| Zawodnik       | Konkurencja    | Ślizg 1 | Ślizg 1 | Ślizg 2 | Ślizg 2 | Ślizg 3 | Ślizg 3 | Ślizg 4 | Ślizg 4 | Łącznie | Pozycja | Źródło |
| Zawodnik       | Konkurencja    | Czas    | Pozycja | Czas    | Pozycja | Czas    | Pozycja | Czas    | Pozycja | Łącznie | Pozycja | Źródło |
| -------------- | -------------- | ------- | ------- | ------- | ------- | ------- | ------- | ------- | ------- | ------- | ------- | ------ |
| Martins Dukurs | ślizg mężczyzn | 1:00,62 | 6.      | 1:00,62 | 3.      | 1:00,40 | 4.      | 1:01,12 | 13.     | 4:02,76 | 7.      | [ 37 ] |
| Tomass Dukurs  | ślizg mężczyzn | 1:00,76 | 8.      | 1:00,79 | 7.      | 1:00,74 | 10.     | 1:00,92 | 10.     | 4:03,21 | 9.      | [ 38 ] |
| Endija Tērauda | ślizg kobiet   | 1:02,98 | 20.     | 1:03,15 | 19.     | 1:02,65 | 18.     | 1:02,79 | 17.     | 4:11,57 | 20.     | [ 39 ] |